# Ebirah
Ebirah (jap. エビラ Ebira) – fikcyjny olbrzymi potwór (kaijū), występujący w japońskich filmach fantastycznonaukowych wytwórni Tōhō. 

## Opis
Ebirah jest gigantycznym czerwonym skorupiakiem podobnym do homara. Jego głowa zdobi wypustka podobna do nosa goblina i dwie anteny. Jeden z jego szczypców jest wyraźnie większy. Jego grzbiet pokrywają podobne do kolców wypustki. Zwykle porusza się w wodzie, jednak jest w stanie chodzić na swych nogach poruszać się na lądzie.
Imię Ebiraha nawiązuje do japońskiego tłumaczenia słowa krewetka (jap. 海老 ebi). Końcówka -ra (ラ) w imieniu Ebirah jest częstym przyrostkiem dla imion kaijū. Ebirah który pojawił się w filmie Godzilla: Ostatnia wojna w książce Gojira Dai-jiten jest określany jako Ebirah drugiej generacji (jap. エビラ (2代目) Ebira Nidaime).

## Historia

### Seria Shōwa
W filmie Ebirah – potwór z głębin Ebirah był gigantycznym homarem grasującym u jej wybrzeży wyspy Letchi, będącej bazą organizacji terrorystycznej Czerwony Bambus (jap. 赤イ竹 Akai Take). Swoje rozmiary prawdopodobnie osiągnął z powodu radiacji broni atomowej budowanej w tajemnicy przez Czerwonego Bambusa. Terroryści wykorzystali obecność potwora, ponieważ pożerał każdego człowieka opuszczającego wyspę Letchi, a to ułatwiało im pilnowanie ich niewolników z wyspy Infant. Sami terroryści unikali ataków Ebiraha, dzięki zainstalowanych na ich statkach opryskom cieczy z żółtych owoców. Gdy Godzilla został zbudzony przez Ichino, Yoshimurę i Dayo, uznał Ebiraha za wroga i miał z nim potyczkę. Po uruchomieniu maszyny mającej zniszczyć wyspę Letchi Czerwony Bambus ewakuował się z niej. Gdy pojawił się Ebirah zastosowano manewr z cieczą z żółtych owoców. Tym razem została sfałszowana w tajemnicy przez Niitę i niewolników, przez co Ebirah zabił na miejscu wszystkich terrorystów. Wkrótce stoczył walkę z Godzillą, który wyrwał mu szczypce, i zmuszony został do ucieczki.
Ebirah powrócił w Rewanżu Godzilli jako jeden z mieszkańców Wyspy Potworów, gdzie Minya i Ichiro obserwowali jego potyczkę z Godzillą.

### Seria Millenium
Ebirah wystąpił w filmie Godzilla: Ostatnia wojna jako jeden z potworów atakujących cały świat. Celem Ebiraha był Tōkai, gdzie zaatakował zakłady petrochemiczne. Tam do walki stanął składający się z ludzkich mutantów oddział specjalny Sił Obrony Ziemi (oryg. Earth Defense Force) – Organizacja M (oryg. M Organization). Mutantom udało się pokonać Ebiraha i gdy miał zostać zabity nagle został teleportowany. Spotkało to też inne potwory. Za teleportacją stali kosmici zwani Xilieniami, twierdzący że chcą ocalić Ziemian. Okazało się jednak, że to Xilieni stali za atakami potworów jako część planu podbicia Ziemi. Podczas narady w awaryjnym doku Gotengo doktor Miyuki Otonashi powiedziała, że po walce z Ebirahem wykryto u niego zasadę M (jap. M塩基 M Enki; ang. M-Base) i doszła do wniosku, iż wszystkie potwory będące pod kontrolą Xilienów ją mają. W odpowiedzi Siły Obrony Ziemi (oryg. Earth Defense Force) wypuściły z Obszaru G (oryg. Area G) Godzillę, gdyż ten jest pozbawiony zasady M i może stanowić najlepszą obronę Ziemi. Dowódca Xilienów rozkazał teleportowanie Ebiraha i Hedory do Zatoki Tokijskiej, gdzie miały zetrzeć się z nadchodzącym Godzillą, jednak Godzilla wycelował swój termonuklearny promień w statek teleportujący, nim przeprowadził całą akcję. Przez to Ebirah i Hedora zamiast wylądować na ziemi spadły w dużej wysokości na budynek. Godzilla wysłał w ich stronę kolejną wiązkę promienia doprowadzając do śmierci obu potworów w eksplozji tokijskich budynków.